# 東京バプテスト神学校
東京バプテスト神学校（とうきょうバプテストしんがっこう）は、東京都文京区大塚にある日本バプテスト連盟の神学校。

## 沿革
- 1962年 - 東京バプテスト福音宣教学院として新宿区西大久保の旧連盟事務所内に発足[1]。
- 1966年 - 文京区大塚の「東京バプテスト学生センター」内に移転。
- 1967年 - 現名称に改称。神学科、教会教育科、教会音楽科を設置。
- 1973年 - 連盟事務所内に再移転。
- 1991年 - 世田谷区下馬、日本バプテスト宣教団の建物に移転。
- 1993年 - 目黒区中目黒、「恵泉バプテスト教会教育館」内に移転。
- 1997年 - 文京区大塚、茗荷谷教会内に移転。
- 1998年 - アメリカのサウス・ウェスタン・バプテスト神学校（en:Southwestern Baptist Theological Seminary）と協力関係を結ぶ。

## 学校長
- 坂元幸子